# Alexey Popov
Alexey Popov (* in Chișinău, Moldawien) ist ein moldauischer Balletttänzer. Er war von bis 2016 Mitglied am Mariinski-Theater in St. Petersburg und anschließend von 2016 bis 2021 Solotänzer am Bayerischen Staatsballett. Seit der Spielzeit 2021/22 ist er als Erster Solotänzer Teil des Wiener Staatsballetts.

## Leben und Wirken
Alexey Popov absolvierte seine Ausbildung bis 2010 an der Waganowa-Ballettakademie in St. Petersburg und wurde anschließend in Ensemble des Mariinski-Theaters übernommen. 2016 kam er als Solotänzer an das Bayerische Staatsballett und wurde dort unter Igor Selenski 2019 zum Ersten Solotänzer ernannt. Mit der Spielzeit 2021/22 wechselte er unter Martin Schläpfer als Erster Solotänzer an das Wiener Staatsballett.

## Repertoire als Tänzerin (Auswahl)
- Prinz Siegfried in Schwanensee (Choreographie: Konstantin Sergejew)
- Prinz Désiré in Dornröschen (Choreographie: Konstantin Sergejew)
- Prinz in Der Nußknacker (Choreographie: Vasili Vainonen)
- James in La Sylphide (Choreographie: Elsa-Marianne von Rosen)
- Lankedem in Le Corsaire (Choreographie: Piotr Gussew)
- Rosengeist in Le Spectre de la Rose (Choreographie: Michel Fokine)
- Albrecht in Giselle (Choreographie: Peter Wright)
- Colas in La Fille mal gardée (Choreographie: Frederick Ashton)
- Lenski in Onegin (Choreographie: John Cranko)
- Mercutio in Romeo und Julia (Choreographie: John Cranko)
- Lucentio in Der Widerspenstigen Zähmung (Choreographie: John Cranko)
- Demetrius in Ein Sommernachtstraum (Choreographie: John Neumeier)
- Drosselmeier in Der Nußknacker (Choreographie: John Neumeier)
- Franz in Coppélia (Choreographie: Pierre Lacotte)
- Blauer Vogel in Dornröschen (Choreographie: Martin Schläpfer)
- Des Grieux in Die Kameliendame (Choreographie: John Neumeier)

## Auszeichnungen
- 2014: 1. Preis bei der Yuri Grigorovich International Ballet Competition